# Alan McIntosh
Pour les articles homonymes, voir McIntosh.
Alan Gaius Ramsay McIntosh (né le 17 janvier 1942 à Sydney et mort le 8 août 2016) est un mathématicien australien dont les travaux concernent essentiellement les champs de l'analyse : analyse harmonique, équations aux dérivées partielles. Il a été professeur à l'Université nationale australienne.

## Formation et carrière
McIntosh a étudié à l'Université de la Nouvelle-Angleterre avec une licence en 1962 (en tant qu'étudiant, il a également reçu la médaille de l'Université) et un doctorat en 1966 sous la supervision de František Wolf à l'Université de Californie à Berkeley, avec une thèse intitulée Representation of Accretive Bilinear Forms in Hilbert Space by Maximal Accretive Operators (Représentation des formes bilinéaires accretives dans l'espace Hilbert par opérateur d'augmentation maximale). À Berkeley, il fut aussi l'élève de Tosio Kato. En tant qu'étudiant post-doctoral, il travaille à l'Institute for Advanced Study et à partir de 1967 il a enseigné à l'Université Macquarie et à partir de 1999 à l'Université nationale australienne de Canberra. En 2014, il est devenu émérite.

## Travaux
McIntosh a participé à la résolution de la conjecture de Calderon dans la théorie des opérateurs intégraux singuliers (en).
En 2002, il a résolu avec Pascal Auscher, Michael T. Lacey, Philippe Tchamitchian (de) et Steve Hofmann la conjecture de Kato (en) pour les opérateurs différentiels elliptiques.
Il traite également des opérateurs intégraux singuliers, des problèmes de valeurs limites des équations aux dérivées partielles avec des applications (telles que la théorie de la diffusion (en) des équations de Maxwell dans les zones irrégulières), la théorie spectrale et le calcul fonctionnel des opérateurs dans les espaces de Banach, l'analyse avec les algèbres de Clifford, les barrières pour l'équation du noyau thermique et le calcul fonctionnel pour les opérateurs différentiels partiels elliptiques.
Il est considéré comme « un symbole de la force des mathématiques australiennes, et une figure clé dans les domaines de l'analyse harmonique et de la théorie des opérateurs dans le monde entier ».

## Prix et distinctions
En 1986, il est devenu membre de l'Académie des sciences australienne, dont il a reçu la médaille Hannan en 2015,. En 2002, il a reçu la médaille Moyal de l'Université Macquarie.
Le Mathematical Sciences Institute de l'ANU décerne le Alan McIntosh Prize in the Bachelor of Mathematical Sciences. Parmi les lauréats figurent : Georgiana Bergin Lyall (2019), Grover Lancaster-Cole (2020) et Thomas Whitely (2020).